# 베살리코
베살리코는 이탈리아 리구리아주의 임페리아도에 속하는 코무네이다. 2015년 1월 1일 기준 인구는 297명이다. 리구리아 주의 주도(州都)인 제노바로부터 서남쪽 약 20km 거리에 위치한다.

## 위치
임페리아현의 코무네인 보르게토다로시아, 체시오, 피에베디테코, 사보나현의 코무네 카사노바레로네와 접한다.